# Gyuvekend
Gyuvekend är en ort i Azerbajdzjan.   Den ligger i distriktet Ağdaş Rayonu, i den centrala delen av landet, 210 km väster om huvudstaden Baku. Gyuvekend ligger 19 meter över havet och antalet invånare är 1 486.
Terrängen runt Gyuvekend är mycket platt. Närmaste större samhälle är Ağdaş, 11,9 km nordost om Gyuvekend.
Trakten runt Gyuvekend består till största delen av jordbruksmark. Runt Gyuvekend är det ganska tätbefolkat, med 90 invånare per kvadratkilometer.